# Attentato al pub McGurk's di Belfast
Nell'attentato del 4 dicembre 1971 al pub McGurk's di Belfast, l'Ulster Volunteer Force (UVF), un gruppo paramilitare lealista, fece esplodere una bomba al McGurk's Bar a Belfast (Irlanda del Nord), un pub frequentato da cattolici irlandesi/nazionalisti. L'esplosione distrusse l'edificio, uccidendo quindici civili cattolici (tra cui due bambini) e ferendo altre diciassette persone. Si tratta dell'attacco terroristico con il maggior numero di vittime a Belfast durante il conflitto nordirlandese.
In un primo momento e nonostante l'esistenza di prove contrarie, le forze di sicurezza britanniche affermarono che le cause della strage erano da attribuirsi all'esplosione accidentale di una bomba maneggiata all'interno del bar da alcuni membri dell'IRA. La propensione della polizia nord irlandese (Royal Ulster Constabulary) verso questa versione ostacolò un corretto svolgimento delle indagini. I parenti delle vittime sostennero che le forze di sicurezza decisero volontariamente di divulgare e sostenere la falsa notizia, con il fine di screditare l'immagine dell'IRA.
L'attentato provocò una serie di attacchi e sparatorie tra lealisti e repubblicani, contribuendo a rendere il 1972 l'anno più sanguinoso del conflitto. Nel 1977, un membro dell'Ulster Volunteer Force (Robert Campbell) venne condannato all'ergastolo per aver preso parte all'attentato, anche se scontò soltanto 15 anni di carcere.

## Il contesto
Il McGurk's (chiamato anche Tramore Bar) era un pub a due piani situato all'angolo tra la North Queen Street e la Great George's Street, nel quartiere di New Lodge di Belfast. L'area, situata nella zona nord del centro cittadino, era principalmente abitata da cattolici irlandesi/nazionalisti che costituivano anche la principale clientela del locale. Il pub era gestito da Patrick e Philomena McGurk, che abitavano al piano superiore assieme ai loro quattro figli. L'Ulster Volunteer Force (UVF) era un'organizzazione paramilitare fondata a Belfast nel 1966 con l'obiettivo di combattere l'IRA. Tuttavia, fino al 1971 le azioni del gruppo erano state molto rare e disorganizzate.
A seguito dei tumulti iniziati nell'agosto del 1969, l'esercito britannico fu inviato in Irlanda del Nord con l'obiettivo di sedare le sommosse, momento che viene generalmente identificato come l'inizio del conflitto nordirlandese (conosciuto in lingua inglese con il termine the troubles). Nel dicembre del 1969, l'IRA si divise in due fazioni, l'Official IRA e la Provisional IRA: entrambe iniziarono campagne militari contro l'esercito, la polizia nord irlandese dell'epoca (la Royal Ulster Constabulary) e il governo dell'Irlanda del Nord. Nel corso del 1971, le violenze tra le varie fazioni iniziarono ad intensificarsi, con attacchi e sparatorie quotidiani tra i gruppi repubblicani, quelli lealisti e le forze di sicurezza.
Nelle prime due settimane di dicembre, ci furono circa 70 attacchi dinamitardi e vennero uccise più di 30 persone. Il 2 dicembre, tre prigionieri repubblicani riuscirono ad evadere dalla prigione di Crumlin Road, situata a poca distanza dal pub McGurk's. A seguito di questi eventi, la sicurezza a Belfast venne rafforzata, e la zona in cui si trovava il pub venne presidiata da un gran numero di agenti della Royal Ulster Constabulary e di soldati dell'esercito. Alcuni testimoni oculari dichiararono che i checkpoint vicino al McGurk's vennero rimossi un'ora prima dell'attentato.

## L'attentato

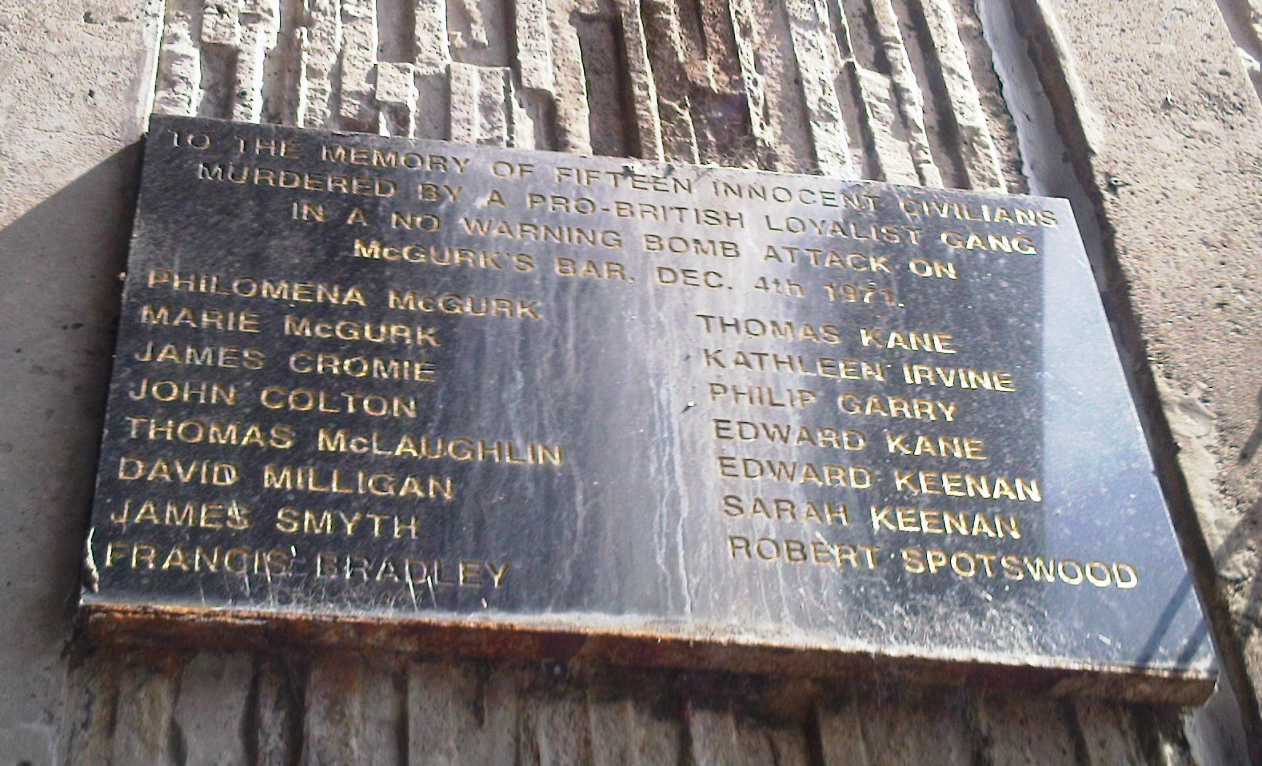
Targa commemorativa con i nomi delle vittime situata nel luogo dell'attentato

La sera di sabato 4 dicembre 1971, ad un gruppo di quattro persone dell'Ulster Volunteer Force radunatesi nell'area di Shankill Road (roccaforte lealista a Belfast) fu ordinato di piazzare una bomba in un pub di North Queen Street. In base alle dichiarazioni dell'unica persona condannata per la strage (Robert Campbell), venne detto loro di fare ritorno soltanto una volta portato a termine il lavoro. Campbell riferì che l'obiettivo iniziale dell'attacco non era il pub McGurk's, ma un altro locale nella zona: si trattava del The Gem, pub ritenuto collegato all'Official IRA.. La bomba (contenente 23 kg di esplosivo) venne camuffata utilizzando della carta da pacchi e trasportata all'interno di un automobile.
Campbell riferì che il gruppo si fermò nelle vicinanze del The Gem attorno alle 19.30, ma che decisero di cambiare obiettivo a causa della presenza di alcune guardie di sicurezza all'esterno del locale. Dopo aver atteso per quasi un'ora, guidarono l'automobile fino ad arrivare a poca distanza dal McGurk's. Attorno alle 20.45, uno degli uomini del gruppo posizionò la bomba in prossimità di una delle entrate del pub, per poi tornare di corsa in auto. L'ordigno esplose pochi istanti dopo l'allontanamento del gruppo. Campbell affermò che venne scelto il McGurk's solamente perché si trattava del pub cattolico più vicino.
L'esplosione causò la distruzione integrale dell'edificio e la morte di 15 civili (tutti cattolici), inclusi due bambini.  Tra le vittime, figurano anche Philomena e Maria McGurk, la moglie e la figlia quattordicenne del proprietario del locale (Patrick): quest'ultimo restò invece gravemente ferito, assieme agli altri tre figli. Poco dopo l'attentato, Patrick McGurk fece una dichiarazione in televisione finalizzata a scongiurare eventuali rappresaglie: "Non importa chi ha piazzato la bomba. Quello che è stato fatto non può essere cancellato. Sto cercando di tenere distante l'amarezza".
A seguito dell'attentato, i membri del gruppo dell'UVF lasciarono l'automobile utilizzata nell'attacco in una strada vicina e si recarono a piedi nell'area della cattedrale di Sant'Anna, dove vennero recuperati da un'altra vettura che li riportò nel quartiere di Shankill road. Lì incontrarono in una Orange Hall la persona che aveva ordinato l'attentato, riferendo che il lavoro era stato portato a termine. Nei due giorni successivi all'esplosione ci furono violenti scontri nelle zone di New Lodge e Tiger's Bay che portarono alla morte di un ufficiale dell'esercito britannico (il maggiore Jeremy Snow, ucciso dall'IRA a New Lodge Road) e il ferimento di due agenti della Royal Ulster Constabulary e di cinque civili. Cinque compagnie dell'esercito furono inviate nell'area, e vennero perquisite quasi 50 abitazioni.

## Le indagini

### Responsabilità
A seguito dell'attentato, i media riportarono varie teorie riguardo alle possibili responsabilità. Le principali, sostenevano che la bomba fosse:
- stata piazzata dai lealisti;
- esplosa prematuramente mentre veniva preparata da membri dell'IRA all'interno del pub;
- esplosa prematuramente mentre era in transito all'interno del pub (ovvero che doveva essere recuperata da alcuni membri dell'IRA all'interno del locale dopo essere stata lasciata lì da altri membri della stessa organizzazione);
- stata piazzata nell'ambito di una faida interna tra la Provisional IRA e l'Official IRA.

Le forze di sicurezza sostennero che si trattava di un ordigno dell'IRA esploso prematuramente. I sopravvissuti negarono questa versione e sostennero che il pub non era in alcun modo associato all'IRA e che la sera dell'attacco al suo interno non ci fossero né attività né persone sospette. Anche un documento di servizi di intelligence del dicembre 1971 riportò che non era conosciuto alcun legame tra l'IRA e il pub.
Il 6 dicembre, entrambe le fazioni dell'IRA condannarono l'attentato e negarono qualsiasi responsabilità, attribuendola invece all'UVF e alle forze di sicurezza.

#### Rivendicazioni
Lo stesso giorno dell'attentato, diversi quotidiani ricevettero delle telefonate di rivendicazione da parte di una persona che sosteneva essere il portavoce dei Lealisti dell'Impero (Empire Loyalists in Inglese). La dichiarazione rilasciata al Belfast Telegraph fu la seguente:
Prima di allora, i Lealisti dell'Impero avevano rivendicato solo un altro attentato, ovvero una bomba fatta esplodere in un centro ricreativo il 12 novembre precedente. La RUC, tuttavia, non possedeva alcuna informazione di intelligence riguardante questo gruppo, suggerendo come si trattasse probabilmente di un falso nome di copertura.
Il 7 dicembre, un giovane dichiarò di aver visto la sera precedente un uomo con adesso una giacca con impresso il simbolo dell'UVF comportarsi in modo strano nei pressi di una cabina telefonica. Il ragazzo riferì di aver controllato la cabina quando l'uomo se ne era andato e di aver trovato un foglio di carta strappato, che, una volta ricomposto, presentava la seguente scritta:
Nei giorni successivi all'attentato, la RUC ricevette una lettera firmata dal capo dello staff dell'UVF, nella quale l'organizzazione lealista rivendicava l'attacco, sostenendo che era stato effettuato perché in quel luogo era pianificato un incontro dell'IRA. Il comunicato dichiarava che due membri dell'UVF erano entrati nel pub e, dopo aver bevuto un drink, avevano chiesto al barista di conservare un pacco mentre sbrigavano una commissione. Tuttavia, i testimoni riferirono che non c'erano estranei all'interno del pub la sera dell'attentato e che nessuno aveva lasciato un pacco all'interno.
Altre tre lettere non firmate vennero inviate alla RUC: tutte sostenevano che la bomba fosse un ordigno in transito all'interno del pub, e che nell'attacco morirono anche due membri dell'IRA.

#### Punto dell'esplosione

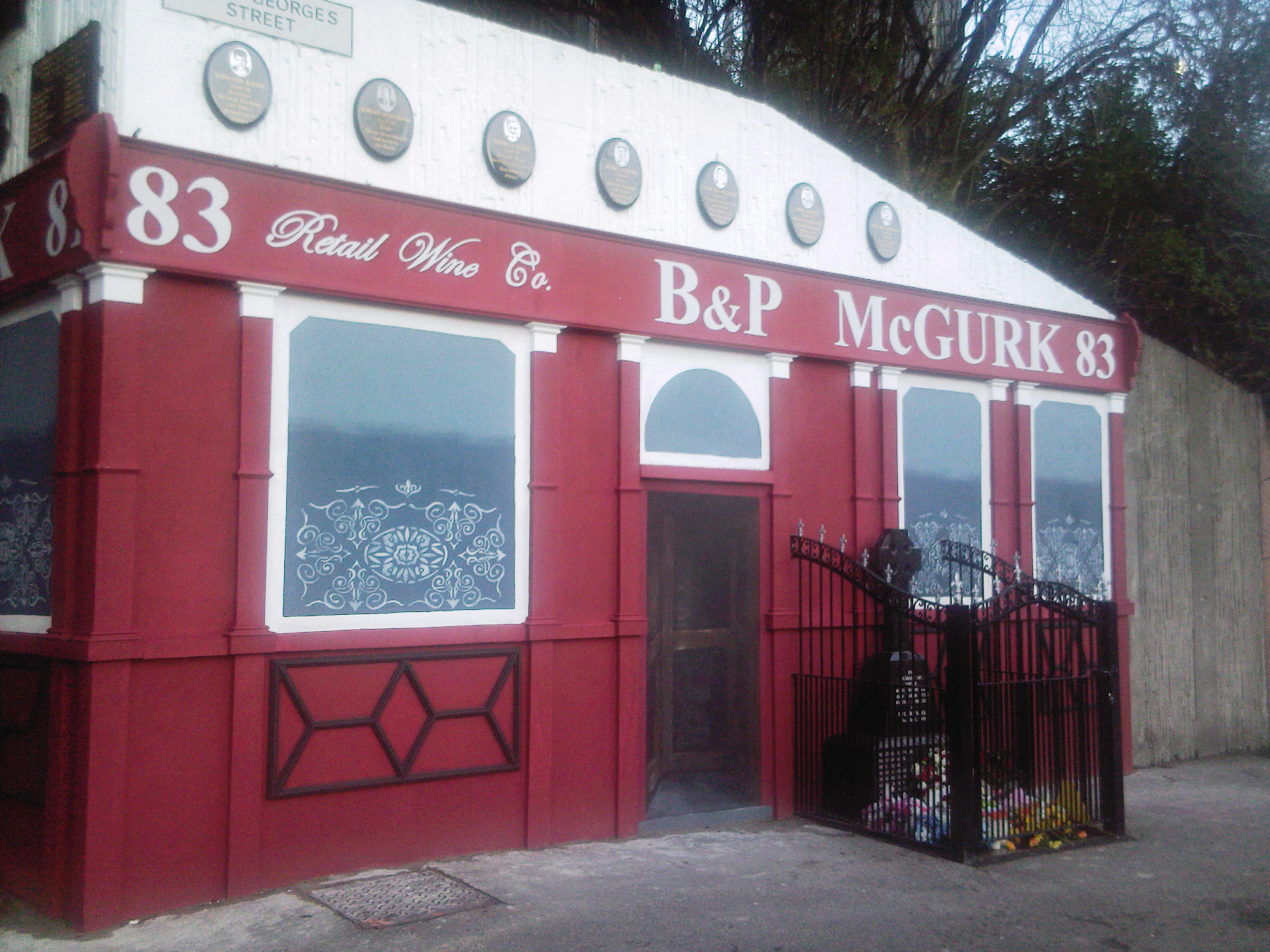
Un murale commemorativo rappresentate l'ingresso del pub dipinto in un muro vicino al luogo in cui sorgeva il locale

Per la RUC, la localizzazione della bomba (ovvero lo stabilire se fosse esplosa all'interno o all'esterno del locale) divenne il punto chiave da chiarire per stabilire le responsabilità dell'attentato. Tuttavia, gli investigatori (sia della RUC che dell'esercito) non avevano un'opinione certa e condivisa.
In quegli anni, gli ufficiali di servizio della RUC producevano rapporti quotidiani allo scopo di informare il capo della polizia e gli altri membri del quartier generale degli eventi più importanti della giornata (venivano resi disponibili anche al comandante generale dell'esercito britannico per l'Irlanda del Nord). Il rapporto del 4-5 dicembre 1971, con in riferimento all'attentato, riportava che poco prima dell'esplosione, un uomo è entrato nel locale ed ha lasciato a terra una valigia, che presumibilmente doveva essere recuperata da un membro dell'IRA. La bomba doveva essere utilizzata in un altro locale. Prima che il recuperò avesse luogo, la boma è esplosa. Resta ignota, tuttavia, l'origine di questa informazione.
Il 6 dicembre, la RUC raccolse la testimonianza di un bambino di otto anni che dichiarò di aver visto un'automobile con quattro uomini a bordo e una piccola Union Jack nel finestrino posteriore. Riferì inoltre di avere visto uno degli uomini lasciare un pacco fuori dall'ingresso del bar posizionato su Great George's Street per poi correre di nuovo nell'automobile, che si allontanò velocemente dal luogo pochi secondi prima che il pacco esplodesse. Altri due testimoni, un uomo e una donna, confermarono questa versione, sebbene riferendo meno dettagli rispetto al bambino.
Nonostante ciò, le forze di sicurezza e il governo continuarono a sostenere la teoria di un auto goal. Un documento delle forze di intelligence britanniche riguardante il periodo 8-15 dicembre riportava: è stato confermato che si trattava di una bomba [della Provisional IRA] destinata a colpire un altro bersaglio che è esplosa prematuramente. Un documento del Ministero della Difesa del Regno Unito del 14 dicembre sosteneva che questa versione dei fatti dovrebbe essere resa pubblica. Il 23 dicembre, l'esercito britannico inviò una lettera (firmata da un tenente colonnello) ai residenti nell'area nord di Belfast nella quale si diceva che, una volta sgominata l'IRA, sarebbe arrivato un momento in cui non avrebbero più corso il rischio di perdere i loro amici in incidenti simili a quello avvenuto nel pub McGurgk's.

### Arresto e condanna di Robert Campbell
Nel marzo del 1976, la RUC ricevette un'informazione di intelligence che collegava Robert Campbell e altri quattro membri dell'UVF all'attentato nel pub McGurk's. Sulla base di tali informazioni, Campbell venne arrestato il 27 luglio del 1977 e detenuto presso la caserma di Castlereagh, dove venne interrogato per sette volte nell'arco di due giorni (27–28 luglio). Campbell ammise di essere uno dei responsabili dell'attacco, ma si rifiutò di fare i nomi dei complici: la versione contenuta nella sua confessione, combaciava con la testimonianza resa anni prima dal bambino di otto anni.
Il 29 luglio del 1977, Campbell venne accusato di 15 omicidi e 17 tentati omicidi. Il 6 settembre dello stesso anno, si dichiarò colpevole in relazione a tutte le accuse e venne condannato alla pena dell'ergastolo (in parte dovuta anche ad un'altra accusa, relativa all'omicidio di un corriere protestante avvenuta nel 1976), con la raccomandazione di scontare in carcere almeno 20 anni: è l'unica persona ad essere stata condannata per l'attentato. Scontò in carcere solo 15 anni della pena e venne rilasciato il 9 settembre del 1993.

### Connessione con la cellula dell'UVF in Scozia
Nel febbraio del 1979, due bombe esplosero in altrettanti pub di Glasgow (Scozia): gli attacchi furono pianificati da Big Bill William Campbell (nessuna parentela con Robert Campbell), leader della cellula dell'UVF in Scozia, che morì in carcere nel 1997. Nel 2012 venne ipotizzato che William Campbell fosse coinvolto nell'attentato al pub McGurk's e, in particolare, che avesse inviato in Irlanda del Nord dalla Scozia l'esplosivo utilizzato per costruire la bomba. Venne inoltre ipotizzato che la RUC avesse ricevuto informazioni su di lui dalla polizia di Glasgow, che vennero però deliberatamente ignorate al fine di non arrestare dei protestanti.

### Ipotesi di collusione e indagine delPolice Ombudsman
I paranti delle vittime, convinti che le investigazioni della RUC fossero viziate fin dal loro inizio, condussero una campagna chiedendo un'indagine indipendente sull'accaduto. Volevano inoltre che venisse provata l'estraneità delle vittime con l'IRA: infatti, anche a seguito della condanna di Campbell, la teoria dell'ordigno esploso incidentalmente all'interno del pub non era stata ancora smentita ufficialmente. I parenti sostenevano che questa teoria fosse stata promossa nell'ambito di una strategia del governo volta ad evitare il riconoscimento pubblico della campagna di violenza dei lealisti, finalizzata anche a minare il supporto popolare all'IRA, aumentando allo stesso tempo le tensioni tra le due fazioni dell'organizzazione (ovvero la Provisional IRA e l'Official IRA).
I parenti delle vittime chiedevano inoltre di chiarire come gli attentatori fossero riusciti a collocare la bomba fuori dal pub e scappare agevolmente nonostante l'area fosse solitamente presidiata da forze di sicurezza, ipotizzando un loro coinvolgimento nell'agevolazione dall'attacco attraverso la rimozione dei checkpoint.
Un libro scritto nel 2009 da un ex membro dell'UVF (John Black, Killing For Britain), veniva sostenuto che un'unità di agenti britannici sotto copertura (conosciuta con il nome Military Reaction Force o Military Reconnaissance Force) avesse sia ordinato l'attacco che agevolato la sua commissione favorendo i movimenti del gruppo di attentatori.
L'obiettivo originario dell'attacco, il The Germ, era un pub associato all'Official IRA: è stato sostenuto che la Military Reaction Force avesse ordinato al gruppo di effettuare l'attentato in quel locale con l'intento di incolpare la Provisional IRA. Il fine sarebbe stato iniziare una faida tra le due fazioni che avrebbe comportato sia un calo della lotta armata contro le forze britanniche, sia un calo nel supporto popolare delle organizzazioni. Il piano fallì a causa della sicurezza presente nei pressi del The Germ, che fece cambiare l'obiettivo al pub cattolico più vicino.
Il 21 febbraio del 2011, il Police Ombudsman for Northern Ireland (un organismo indipendente finalizzato a valutare i reclami riguardanti l'operato della polizia) pubblicò un rapporto relativo all'attentato e alle conseguenti indagini della RUC. Il documento sostenne che non ci fossero prove del coinvolgimento della RUC nell'attacco, ma che le indagini furono viziate dalla convinzione del coinvolgimento dell'IRA e non esplorano sufficientemente un possibile coinvolgimento dei gruppi paramilitari lealisti. Il rapporto sottolineò inoltre come la RUC diede informazioni selettive e fuorvianti al governo e ai media, che alimentarono la tesi errata che collegava la bomba all'IRA. L'Ombudsman non trovò una spiegazione del perché i successivi vertici della RUC non cercarono di affrontare questo errore. Il membro dell'Ombudsman Al Hutchinson disse che le informazioni incoerenti della polizia, alcune delle quali suggerivano che le vittime dell'attento fossero da incolpare per quell'atrocità, hanno causato una grande sofferenza alle famiglie in lutto, che è continuata per molti anni.
Il 6 dicembre 2012, un membro scozzese del partito laburista, Michael Connarty, il cui zio venne ucciso nell'attentato, ha sostenuto davanti al parlamento che l'ex primo ministro Edward Helth potesse essere coinvolto nella diffusione di false informazioni relative al coinvolgimento dell'IRA nell'attentato. Connaty chiese inoltre all'allora primo ministro David Cameron di chiedere scusa alla vittime e di iniziare una nuova investigazione completa sull'accaduto.

## Le commemorazioni

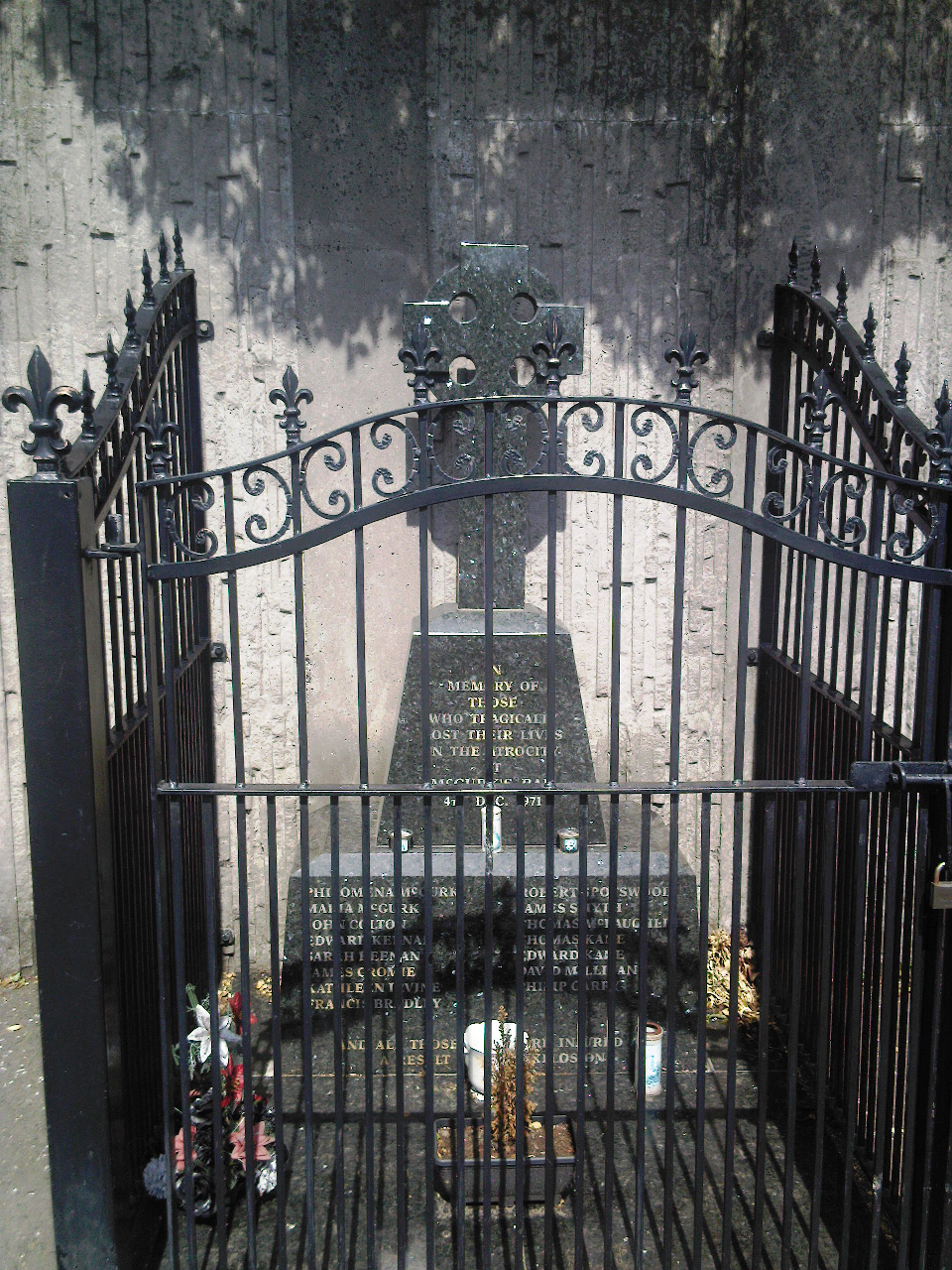
Memoriale a Great George's Street

Nel 2011, in occasione del 40º anniversario dell'attentato, fu inaugurato un memoriale nel luogo in cui sorgeva il pub McGurk's. I parenti delle vittime hanno richiesto una nuova indagine per valutare se le forze di sicurezza britanniche aiutarono gli attentatori. Almeno mille persone hanno partecipato alla messa commemorativa tenutasi presso la Chiesa di San Patrizio a Donegal Street, al termine della quale quindici corone, una per ogni vittima, furono trasportate dai parenti in una processione silenziosa verso il nuovo memoriale a Great George's Street.
Patrick McGurk, il proprietario del pub, è morto il 15 dicembre 2007: perdonò gli attentatori e pregò per le persone che eseguirono l'attacco.